# 令制國列表
| 畿內   | 東海道 | 東山道 | 北陸道 |
| 山陰道 | 山陽道 | 南海道 | 西海道 |

图为按《延喜式》划分的日本68国（图中陆奥国和出羽国按照明治时代前期的政令进行了分割），其中各区以不同颜色标注：

令制國列表列出日本所有在《延喜式》中有记载的令制国（日语：／），并附记根据1869年明治政府《太政官令》在北海道设置的11个令制国。根据《延喜式》，日本分为五畿七道，共有66个令制国及壹岐国、对马国两嶋，合计68国。五畿是指畿内的五国，而七道是指东海道（十五国）、东山道（八国）、北陆道（七国）、山阴道（八国）、山阳道（八国）、南海道（六国）、西海道（十一国）。根据各国的人口多寡、經濟强弱等因素，68国分为由高到低的四个等级，其中有13个大国（日语：／）、35个上国（日语：／）、11个中国（日语：／）、9个下国（日语：／），另又根据到京都的距离，将近畿以外的各令制国分为近国（日语：／）、中国（日语：／）、遠国（日语：／）。日本在大化改新前，曾存在国造管理的以及县主管理的并存的局面。全面采用令制国制是大化改新中日本向唐朝学习行政制度的产物。律令制时代，朝廷在每个令制国设置國司进行管理，国司所在地称为国厅、国府、国衙。朝廷对令制国的控制随律令制的衰落而逐渐崩溃，管理令制国的国守等职也随之成为無實權的虛職。但令制国的划分法一直沿用到明治时代。明治政府在明治维新初期曾对令制国进行过一定程度的改革。令制国的存在随廢藩置縣而消亡，目前仅作为歷史名詞存在。
本列表主表中的国名以及國力、距离取自《延喜式》第22卷，并按照该书中各国出现的先后顺序对各令制国进行默认排序。本列表亦有参考黃遵宪所著《日本国志》卷十、卷十一（地理志一、地理志二）。表中的日本汉字以新字体表示，假名使用现代假名遣。

## 五畿七道
| 国名   | 日文名 | 位置   | 国力 | 距离 | 名称由来 | 地图 | 今属                                    | 备注 |
| ------ | ------ | ------ | ---- | ---- | --- | ---- | --------------------------------------- | --- |
| 山城国 | （）   | 近畿   | 上国 | 畿内 | 桓武天皇因此地依山傍水，为天然要塞而命名                                                                    |      | 京都府                                  | 亦称为城州、山州、雍州 |
| 大和国 | （）   | 近畿   | 大国 | 畿内 | 天地開闢而後泥土未乾故人民居住於山，因人跡多見而號此國為「」（），後改爲同音的「」（）                      |      | 奈良县                                  | 古称大倭、大养德，亦称为和州。8世纪时，曾存在过由芳野監管理的芳野国，后并入大和国中                                           |
| 河内国 | （）   | 近畿   | 大国 | 畿内 | 因北侧有淀川而得名                                                                                          |      | 大阪府                                  | 古称川内，亦称为河州 |
| 和泉国 | （）   | 近畿   | 下国 | 畿内 | 因领内有泉水涌出而得名， 和字是不发音的加字                                                                 |      | 大阪府                                  | 古称泉国，亦称为泉州 |
| 摄津国 | （）   | 近畿   | 上国 | 畿内 | 因领内有良好的港口，古称津国。 摄津二字是由掌管此地的官员攝津職而来                                         |      | 大阪府 兵库县                           | 亦称摄州 |
| 伊贺国 | （）   | 东海道 | 下国 | 近国 | 《大日本史》认为，伊贺古代由神女吾娥治理，称吾娥国，伊贺是后来的讹称。另有观点认为是阿依努语的转写          |      | 三重县                                  | 亦称伊州 |
| 伊势国 | （）   | 东海道 | 大国 | 近国 | 来自于國神“伊勢津彦”                                                                                        |      | 三重县 愛知縣 岐阜縣                    | 亦称勢州 |
| 志摩国 | （）   | 东海道 | 下国 | 近国 | 《古事记》中此地名为岛津国，津为无义助字 志摩国之名即因此而来                                               |      | 三重县                                  | 古称嶋国、志麻国，亦称志州 |
| 尾张国 | （）   | 东海道 | 上国 | 近国 | 不明，有说法认为是 因尾张国南智多郡如尾巴一样伸出而得名                                                     |      | 爱知县                                  | 古称尾治国，亦称尾州 |
| 三河国 | （）   | 东海道 | 上国 | 近国 | 不明，一般认为是因领内有三条河流而得名 另有观点认为名称来自发音相同的加茂神御川                             |      | 爱知县                                  | 古称三川国，亦称三州 |
| 远江国 | （）   | 东海道 | 上国 | 中国 | 由与近淡海（近江琵琶湖）相对的“远淡海”滨名湖而来                                                            |      | 静冈县                                  | 亦称为远州 |
| 骏河国 | （）   | 东海道 | 上国 | 中国 | 有观点认为名称来自阿依努语，亦有说法指是 因领内有水流湍急的富士川而得名                                     |      | 静冈县                                  | 亦称骏州 |
| 伊豆国 | （）   | 东海道 | 下国 | 中国 | 因当地温泉较多，初名汤出 后改为读音相近的“伊豆”                                                             |      | 静冈县 東京都                           | 亦称豆州 |
| 甲斐国 | （）   | 东海道 | 上国 | 中国 | 过去的学说认为甲斐之名来自“山峽”的峡字，但 被橋本進吉否定。目前亦有说法认为甲斐因是交通和政治上的「」而得名 |      | 山梨县                                  | 亦称甲州 |
| 相模国 | （）   | 东海道 | 上国 | 远国 | 存在多种说法，賀茂真淵认为 相模和武藏两国之名均来自此前存在的身狭（ムサ）国 本居宣長认为两国名称源自“佐斯国”    |      | 神奈川县                                | 古称相武、佐加三，亦称相州 |
| 武藏国 | （）   | 东海道 | 大国 | 远国 | 存在多种说法，賀茂真淵认为 相模和武藏两国之名均来自此前存在的身狭（むさ）国 本居宣長认为两国名称源自“佐斯国”    |      | 神奈川县 东京都 埼玉县                  | 亦称武州 |
| 安房国 | （）   | 东海道 | 中国 | 远国 | 因早期居民来自阿波国， 初名阿波，后改为同音的安房                                                           |      | 千叶县                                  | 亦称房州 |
| 上总国 | （）   | 东海道 | 大国 | 远国 | 拆分自总国                                                                                                  |      | 千叶县                                  | 亦称总州 |
| 下总国 | （）   | 东海道 | 大国 | 远国 | 拆分自总国                                                                                                  |      | 千叶县 茨城县 埼玉县 東京都             | 亦称总州 |
| 常陆国 | （）   | 东海道 | 大国 | 远国 | 存在多种说法，一说是因领内交通便利， 取“直通”的音近字而来                                                   |      | 茨城县                                  | 亦称常州 |
| 近江国 | （）   | 东山道 | 大国 | 近国 | 领内的琵琶湖又称作“近淡海”，因此得名                                                                        |      | 滋贺县                                  | 亦称江州 |
| 美浓国 | （）   | 东山道 | 上国 | 近国 | 存在多种说法，一说美浓二字来源于同音的“三野” 三野之名是因领内有三大原野而来                                 |      | 岐阜县 愛知縣                           | 古称三野、御野，亦称浓州 |
| 飞驒国 | （）   | 东山道 | 下国 | 中国 | 古称“斐陀国”，后由仁德天皇改名为同音的飞驒                                                                  |      | 岐阜县                                  | 亦称飞州 |
| 信浓国 | （）   | 东山道 | 上国 | 中国 | 古称科野，704年好字化为同音的“信浓”                                                                         |      | 長野县 岐阜縣                           | 古称科野、神野，亦称信州。8世纪时曾有諏方國自信浓分立，之后又重新并入信浓国                                                   |
| 上野国 | （）   | 东山道 | 大国 | 远国 | 拆分自毛野国 初名上毛野，后改名上野                                                                         |      | 群马县 栃木縣                           | 亦称上州 |
| 下野国 | （）   | 东山道 | 大国 | 远国 | 拆分自毛野国 初名下毛野，后改名下野                                                                         |      | 栃木县 群馬縣                           | 亦称野州 |
| 陆奥国 | （）   | 东山道 | 大国 | 远国 | 因是東山道、东海道的最末端而得名                                                                            |      | 福島县 宫城县 岩手县 青森县 秋田县      | 古称道奥，亦称奥州。8世纪时曾在境内设立石背国、石城国，后两国并入陆奥国中。明治时期曾被拆分为磐城、岩代、陸前、陸中、陸奥五国 |
| 出羽国 | （）   | 东山道 | 上国 | 远国 | 继承自出羽郡                                                                                                |      | 山形县 秋田县                           | 亦称为羽州，明治时期曾被拆分为羽前、羽后两国。                                                                                |
| 若狭国 | （）   | 北陆道 | 中国 | 近国 | 承袭官职“若狭国造”                                                                                          |      | 福井县                                  | 古称若侠、若佐。亦称若州 |
| 越前国 | （）   | 北陆道 | 大国 | 中国 | 自越国分离而出                                                                                              |      | 福井县 岐阜縣                           | 亦称越州 |
| 加贺国 | （）   | 北陆道 | 上国 | 中国 | 自越国分离而出 古称賀我、加宜、香我、賀加                                                                   |      | 石川县                                  | 是最晚设置的一个令制国，亦称加州                                                                                              |
| 能登国 | （）   | 北陆道 | 中国 | 中国 | 承袭自能登郡                                                                                                |      | 石川县                                  | 亦称能州 |
| 越中国 | （）   | 北陆道 | 上国 | 中国 | 自越国分离而出                                                                                              |      | 富山县                                  | 亦称越州 |
| 越后国 | （）   | 北陆道 | 上国 | 远国 | 自越国分离而出                                                                                              |      | 新潟县                                  | 亦称越州 |
| 佐渡国 | （）   | 北陆道 | 中国 | 远国 | 不明，有说法认为名称来自领内的杂太郡                                                                        |      | 新潟县 （佐渡岛）                       | 亦称佐州，岛上有大量金矿 |
| 丹波国 | （）   | 山阴道 | 上国 | 近国 | 古称旦波，后改称丹波                                                                                        |      | 京都府 兵庫縣 大阪府                    | 亦称丹州 |
| 丹后国 | （）   | 山阴道 | 中国 | 近国 | 713年自丹波国分出，称丹后国                                                                                 |      | 京都府                                  | 亦称丹州 |
| 但马国 | （）   | 山阴道 | 上国 | 近国 | 古称“多遲麻”、“多遲摩”，后改称但马                                                                          |      | 兵庫縣                                  | 亦称但州 |
| 因幡国 | （）   | 山阴道 | 上国 | 近国 | 古称稻叶、稻羽，后改为同音的因幡                                                                            |      | 鸟取县                                  | 亦称因州 |
| 伯耆国 | （）   | 山阴道 | 上国 | 中国 | 存在多种说法。一种说法认为名称来自 传说中的文句“母来”（ハハキ），后命名为伯耆                                     |      | 鸟取县                                  | 古称“波伯”，亦称伯州 |
| 出云国 | （）   | 山阴道 | 上国 | 中国 | 存在多种说法，一说认为因 该地出产鐵礦而称为出铁，后改为同音的出云 另有观点认为名称来自对伊邪那美的尊称“”    |      | 岛根县                                  | 亦称雲州 |
| 石见国 | （）   | 山阴道 | 中国 | 远国 | 来源于古称“石海”、“石满”                                                                                    |      | 岛根县                                  | 亦称石州 |
| 隐岐国 | （）   | 山阴道 | 下国 | 远国 | 不明，一说名称来自主岛沖之島的「」字                                                                        |      | 岛根县 （隱岐群島）                     | 亦称隐州 |
| 播磨国 | （）   | 山阳道 | 大国 | 近国 | 古称针间，后改为同音的播磨                                                                                  |      | 兵库县                                  | 亦称播州 |
| 美作国 | （）   | 山阳道 | 上国 | 近国 | 一说是源自音近的御坂/三坂 亦有说法认为是因当地产甘酒而得名                                                  |      | 冈山县 兵库县                           | 分离自吉备国，亦称作州 |
| 备前国 | （）   | 山阳道 | 上国 | 近国 | 分离自吉备国，因此得名                                                                                      |      | 冈山县 香川县（小豆島 直島諸島） 兵库县 | 亦称备州 |
| 备中国 | （）   | 山阳道 | 上国 | 中国 | 分离自吉备国，因此得名                                                                                      |      | 冈山县                                  | 亦称备州 |
| 备后国 | （）   | 山阳道 | 上国 | 中国 | 分离自吉备国，因此得名                                                                                      |      | 广岛县                                  | 亦称备州 |
| 安艺国 | （）   | 山阳道 | 上国 | 远国 | 古称阿岐国，后改为同音的“安艺”                                                                              |      | 广岛县                                  | 亦称艺州 |
| 周防国 | （）   | 山阳道 | 上国 | 远国 | 存在多种说法，一说来自音近的“诹访”                                                                          |      | 山口县                                  | 古称周方、周芳，亦称防州 |
| 长门国 | （）   | 山阳道 | 中国 | 远国 | 古称穴门，后改称长门                                                                                        |      | 山口县                                  | 亦称长州 |
| 纪伊国 | （）   | 南海道 | 上国 | 近国 | 古称纪国、木国。713年（和銅6年）根据好字二字令（「諸國郡鄕名著好字令」（しょこくぐんごうめいちょこうじれい））改为纪伊                                                  |      | 和歌山县 三重县                         | 亦称纪州 |
| 淡路国 | （）   | 南海道 | 下国 | 近国 | 因古代是通往阿波国的必由之路，因此得名                                                                      |      | 兵库县 （淡路岛）                       | 亦称淡州 |
| 阿波国 | （）   | 南海道 | 上国 | 中国 | 古称粟国，后改为同音的阿波                                                                                  |      | 德岛县                                  | 亦称阿州 |
| 讚岐國 | （）   | 南海道 | 上国 | 中国 | 古称佐貫、刺貫，后改称同音的讚岐                                                                            |      | 香川县                                  | 亦称讚州 |
| 伊予国 | （）   | 南海道 | 上国 | 远国 | 国名源自表示溫泉的“”                                                                                        |      | 爱媛县                                  | 亦称予州 |
| 土佐国 | （）   | 南海道 | 中国 | 远国 | 古称土左、都佐，后改称土佐                                                                                  |      | 高知县                                  | 亦称土州 |
| 筑前国 | （）   | 西海道 | 上国 | 远国 | 分离自筑紫国，因而得名                                                                                      |      | 福冈县                                  | 亦称筑州 |
| 筑后国 | （）   | 西海道 | 上国 | 远国 | 分离自筑紫国，因而得名                                                                                      |      | 福冈县                                  | 亦称筑州 |
| 丰前国 | （）   | 西海道 | 上国 | 远国 | 分离自丰国，因而得名                                                                                        |      | 福冈县 大分县                           | 亦称丰州 |
| 丰后国 | （）   | 西海道 | 上国 | 远国 | 分离自丰国，因而得名                                                                                        |      | 大分县                                  | 亦称丰州 |
| 肥前国 | （）   | 西海道 | 上国 | 远国 | 分离自火国（肥国），因而得名                                                                                |      | 佐贺县 长崎县                           | 亦称肥州。值嘉岛876年曾自肥前国分离，之后又重新并入肥前国                                                                     |
| 肥后国 | （）   | 西海道 | 大国 | 远国 | 分离自火国（肥国），因而得名                                                                                |      | 熊本县                                  | 亦称肥州 |
| 日向国 | （）   | 西海道 | 中国 | 远国 | 景行天皇西征时因认为该国位于日出的方向而命名为日向                                                          |      | 宫崎县 鹿儿岛县                         | 亦称日州 |
| 大隅国 | （）   | 西海道 | 中国 | 远国 | 国名中，“大”是接头的美称，“隅”指角落、末端，因该地位于筑紫国南端而得名                                      |      | 鹿儿岛县                                | 亦称隅州。大隅群島一带曾设多禰國，后并入大隅国                                                                                |
| 萨摩国 | （）   | 西海道 | 中国 | 远国 | 古称萨麻，后好字化为同音的萨摩                                                                              |      | 鹿儿岛县                                | 亦称萨州 |
| 壹岐国 | （）   | 西海道 | 下国 | 远国 | 古称伊伎，后改名为同音的壹岐                                                                                |      | 长崎县 （壹岐岛）                       | 亦称壹州，《三国志》等中国史书中称为一大、一支                                                                                |
| 对马国 | （）   | 西海道 | 下国 | 远国 | 古称“津島”，对马之名最早见于《魏志倭人傳》中                                                                |      | 长崎县 （对马岛）                       | 亦称对州 |

## 北海道
日本明治政府在戊辰戰爭后的1869年（明治2年）发布太政官布告（意为“将蝦夷地改称北海道，并分为11国、制定国名和郡名”），将北海道分为11国。本列表在《延喜式》记载的68国的列表外，对这11国进行附记，并按照该通告中各国出现的先后顺序对各令制国进行默认排序。本附表亦有参考黃遵宪所著《日本国志》卷十一（地理志二）。
| 国名   | 日文名 | 位置   | 名称由来                                          | 地图 | 今属                                                                   | 备注           |
| ------ | ------ | ------ | ------------------------------------------------- | ---- | ---------------------------------------------------------------------- | -------------- |
| 渡島國 | （）   | 北海道 | 源自阿伊努語，本義是“半島”                        |      | 渡岛综合振兴局 檜山振興局                                              | 亦称渡州       |
| 後志國 | （）   | 北海道 | 源自阿依努語“”（指山川）                          |      | 后志综合振兴局 檜山振興局                                              | 亦称後州       |
| 石狩國 | （）   | 北海道 | 源自石狩川阿伊努语名“”                            |      | 石狩振兴局 空知綜合振興局 上川綜合振興局 後志綜合振興局                | 亦称石州       |
| 天鹽國 | （）   | 北海道 | 源自天盐川阿伊努语名“”                            |      | 留萌振兴局 上川綜合振興局 宗谷綜合振興局                               | 亦称天州       |
| 北見國 | （）   | 北海道 | 因在天气晴朗之日可以看见桦太岛（库页岛）而得名    |      | 宗谷综合振兴局 鄂霍次克综合振兴局                                      | 亦称北州       |
| 膽振國 | （）   | 北海道 | 取自古名“”                                        |      | 胆振综合振兴局 後志綜合振興局 石狩振興局 渡島綜合振興局 上川綜合振興局 | 亦称膽州       |
| 日高國 | （）   | 北海道 | 取自《日本书纪》中的“日高见国”                    |      | 日高振兴局                                                             | 亦称日州、高州 |
| 十勝國 | （）   | 北海道 | 源自阿伊努语“”，意为乳 因十勝川河口形似乳房而得名 |      | 十胜综合振兴局                                                         | 亦称十州       |
| 釧路國 | （）   | 北海道 | 源自阿伊努语“”，意为咽喉                          |      | 钏路综合振兴局 十勝綜合振興局 鄂霍次克綜合振興局                       | 亦称釧州       |
| 根室國 | （）   | 北海道 | 源自阿伊努语“”，意为木・湾                        |      | 根室振兴局                                                             | 亦称根州       |
| 千島國 | （）   | 北海道 | 來源於該地的千島群島                              |      | 千岛群岛 俄羅斯薩哈林州                                                | 亦称千州       |

## 脚注